# ورخنیه بیشیندی
ورخنیه بیشیندی (انگلیسی: Verkhniye Bishindy) یک شهرک در شهرستان تویمازینسکی استان باشقیرستان کشور روسیه است.